# تود بيرغر
تود بيرغر (بالإنجليزية: Todd Berger)‏ مواليد 5 أبريل 1979 في نيو أورلينز، هو ممثل ومخرج ومنتج وكاتب سيناريو أمريكي درس في جامعة تكساس في أوستن. من أعماله مسلسل الحدائق والمنتزهات (2011).

## روابط خارجية
- تود بيرغر على موقع IMDb (الإنجليزية)
- تود بيرغر على موقع ألو سيني (الفرنسية)
- تود بيرغر على موقع أول موفي (الإنجليزية)
- تود بيرغر على موقع قاعدة بيانات الأفلام السويدية (السويدية)
- تود بيرغر على موقع قاعدة بيانات الفيلم (الإنجليزية)
- تود بيرغر على موقع كينوبويسك (الروسية)